# کوین اس برایت
کوین اس برایت (انگلیسی: Kevin S. Bright؛ زادهٔ ۱۵ نوامبر ۱۹۵۴) یک تهیه‌کننده تلویزیونی اهل ایالات متحده آمریکا است.